# Humility
«Humility» (en español, «Humildad») es un sencillo de la banda virtual inglesa Gorillaz, con el guitarrista de jazz estadounidense George Benson. La canción se lanzó el 31 de mayo de 2018 junto con el sencillo «Lake Zurich», del álbum de estudio The Now Now.

## Promoción
La canción se anunció por primera vez el 30 de mayo de 2018 cuando Zane Lowe confirmó el lanzamiento de The Now Now y declaró que Damon Albarn debutaría la canción en el programa Beats 1 al día siguiente.

## Video musical
El video musical de «Humility» fue producido por el estudio de animación The Line, en colaboración con Blinkink, y Ruffian, con la rotoscopia de Trace VFX. Fue dirigido por el cocreador de Gorillaz, Jamie Hewlett, y codirigido por Tim McCourt, Max Taylor y Evan Silver. El video fue filmado en Venice Beach, Los Ángeles, California—y presenta a Jack Black.
El video comienza con 2-D patinando alrededor de la playa Venice Beach con tomas intercaladas de Black tocando la guitarra, esta secuencia aparece varias veces a lo largo del video, principalmente entre las apariciones de los diferentes miembros de Gorillaz, además al principio se ven algunos homenajes de las anteriores "fases" de Gorillaz. Después de las secuencias de apertura, Noodle se muestra jugando al ajedrez contra Remi Kabaka, el productor de la percusión de Gorillaz. Ace, —quien remplazó a Murdoc en esta quinta fase— quien se queda viendo a dos hombres jugar baloncesto, cuando uno de ellos hace una volcada y la pelota cae en las manos de Ace, saca una navaja y la desinfla, lo que les impide a los hombres seguir jugando. Después de esto, se muestran varios videos de residentes locales. Cerca del final del video, se muestra a Russel de pie al costado del paseo marítimo. Cuando 2-D patina hacia él, Russel extiende su pierna y lo hace tropezar. 2-D se levanta mientras sus ojos blancos cambian a negros, —se aleja para seguir patinando, pero solo termina tropezándose solo.

## Personal
Gorillaz
- Damon Albarn: vocales, sintetizadores, guitarra, producción
- Stephen Sedgwick: mezcla, grabación
- Remi Kabaka Jr.: producción
- John Davis: masterización
- Samuel Egglenton: asistente de ingeniería
- James Ford: batería, sintetizadores, bajo, producción

Otros
- George Benson: guitarra, vocales adicionales
- Mark DeCozio: ingeniería adicional

## Posicionamiento en listas

### Listas semanales
| Lista (2018)                                  | Mejor posición |
| --------------------------------------------- | -------------- |
| Argentina (Monitor Latino)                    | 16             |
| Bélgica (Flandes) (Ultratop 50)               | 49             |
| Bélgica (Valonia) (Ultratip Bubbling Under)   | 45             |
| Canadá (Canadian Hot 100)                     | 74             |
| Estados Unidos (Billboard Hot 100)            | 85             |
| Estados Unidos (Hot Rock & Alternative Songs) | 7              |
| Estados Unidos (Adult Alternative Songs)      | 12             |
| México (Mexico Ingles Airplay)                | 32             |
| Francia (SNEP)                                | 93             |
| Irlanda (IRMA)                                | 72             |
| Nueva Zelanda (Recorded Music NZ)             | 6              |
| Reino Unido (UK Singles Chart)                | 81             |